# Djevor
Djevor je naseljeno mjesto u općini Jablanica, Federacija Bosne i Hercegovine, BiH.

## Stanovništvo

### 1991.
Nacionalni sastav stanovništva 1991. godine, bio je sljedeći:
ukupno: 261
- Muslimani - 256 (98,08%)
- Jugoslaveni - 5 (1,92%)

### 2013.
Nacionalni sastav stanovništva 2013. godine, bio je sljedeći:
ukupno: 275
- Bošnjaci - 259 (94,18%)
- ostali, neopredijeljeni i nepoznato - 16 (5,82%)

## Vanjske poveznice
- Satelitska snimka  Arhivirana inačica izvorne stranice od 17. veljače 2021. (Wayback Machine)